# مسجد مؤسسة البخاري
مسجد مؤسسة البخاري هذا هو واحد من أقدم المبادرات لمؤسسة البخاري الخيرية التي ترعى الفقراء المسلمين وتقوم بالسفر بهم إلى مكة المكرمة للحج والعمرة .

## مؤسسة البخاري
تعد الوظيفة الأساسية التي أنشأت من أجلها المؤسسة هي رعاية فقراء المسلمين والقيام بالسفر بهم إلى مكة للحج والعمرة، وذلك لأداء الركن الخامس من أركان الإسلام، وتعد مؤسسة البخاري دائم التعاطف مع محنة فقراء المسلمين الذين يجدون صعوبة في تحقيق هدفهم الروحي في أداء مناسك الحج، تقوم المؤسسة بالعمل بشكل وثيق مع إدارات الدولة الدينية ومجلس صندوق الحجاج الماليزي الذي ينظم الحج في ماليزيا، ومنذ عام 1996 وبرعاية مؤسسة استطاعت القيام بتخجيج ما متوسطه 50 حاج سنويا، وفي نهاية عام 2012 بلغ عدد الحجاج الذين سافروا إلى مكة المكرمة من قبل المؤسسة 772 حاج .

## البناء
ايقنت واعترفت مؤسسة البخاري بالحاجة إلى بناء المساجد في البلدات الجديدة والمراكز التجارية والأحياء السكنية في جميع أنحاء البلاد، على مر السنين بنت المؤسسة حوالي 20 مسجد، وكان من بين هذه المساجد العشرين مسجد مؤسسة البخاري الذي بنته المؤسسة في كوالالمبور عاصمة ماليزيا، والذي يقع في جالان هانغ تواه مقابل محطة الإطفاء.

## الصور

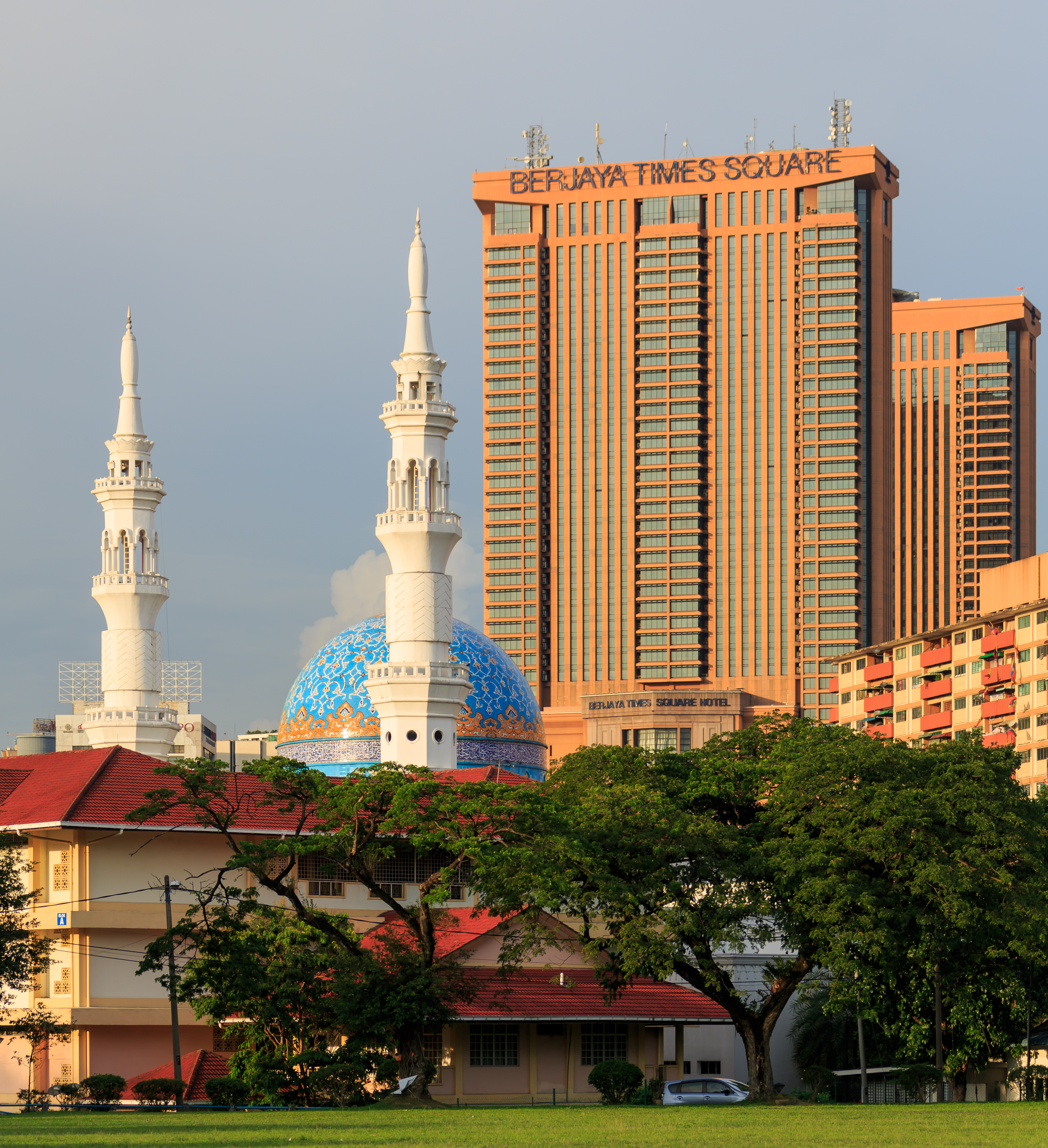
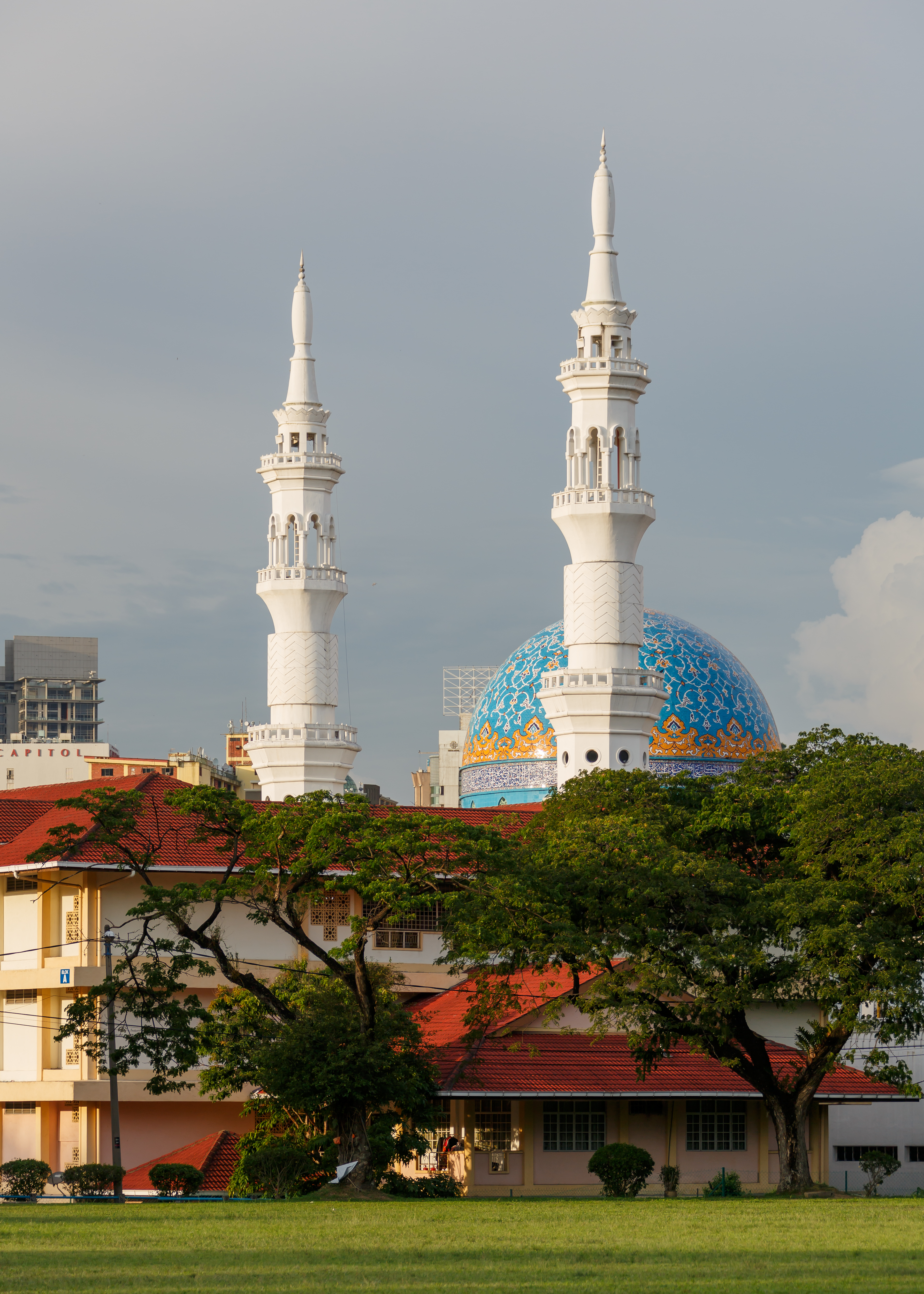
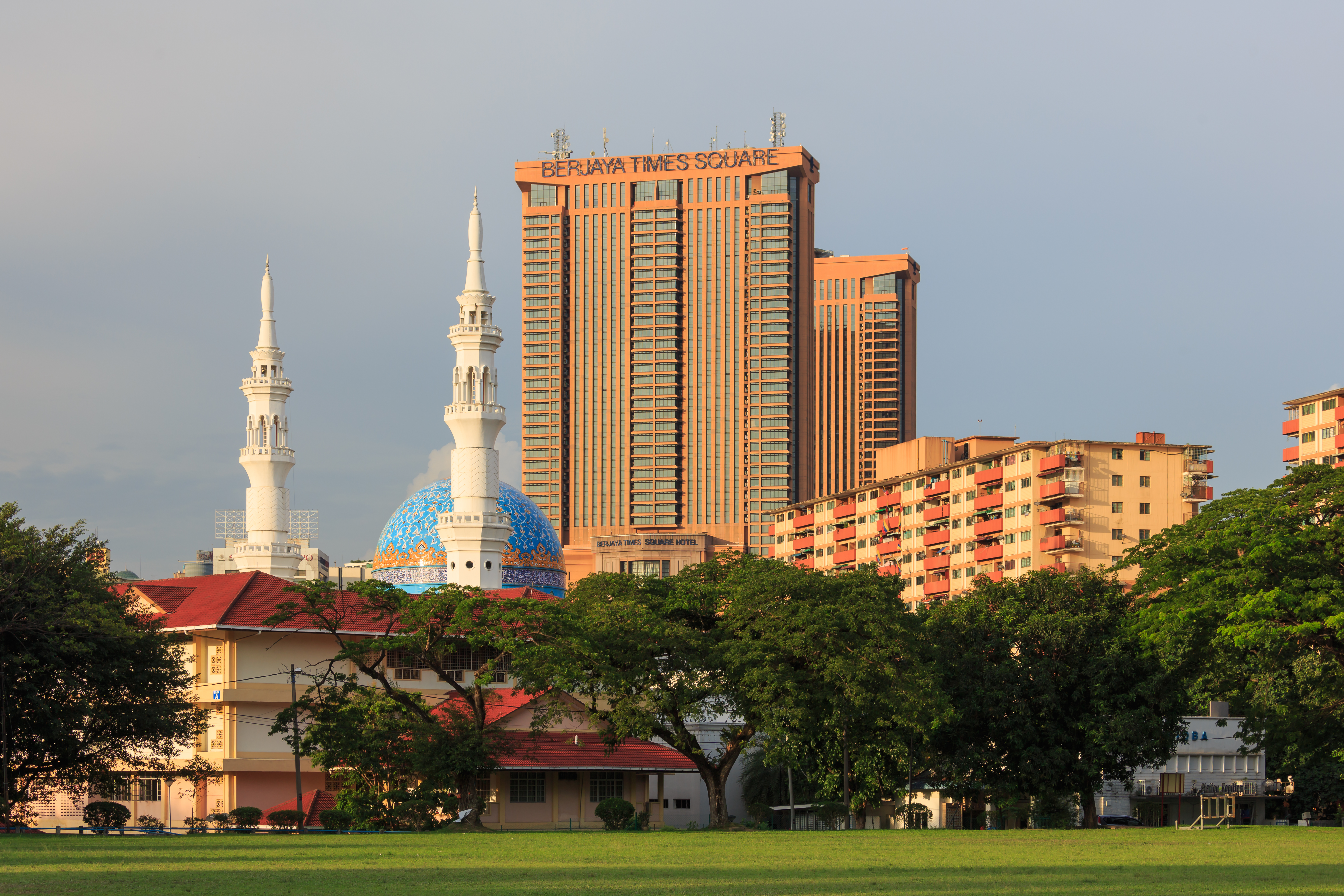
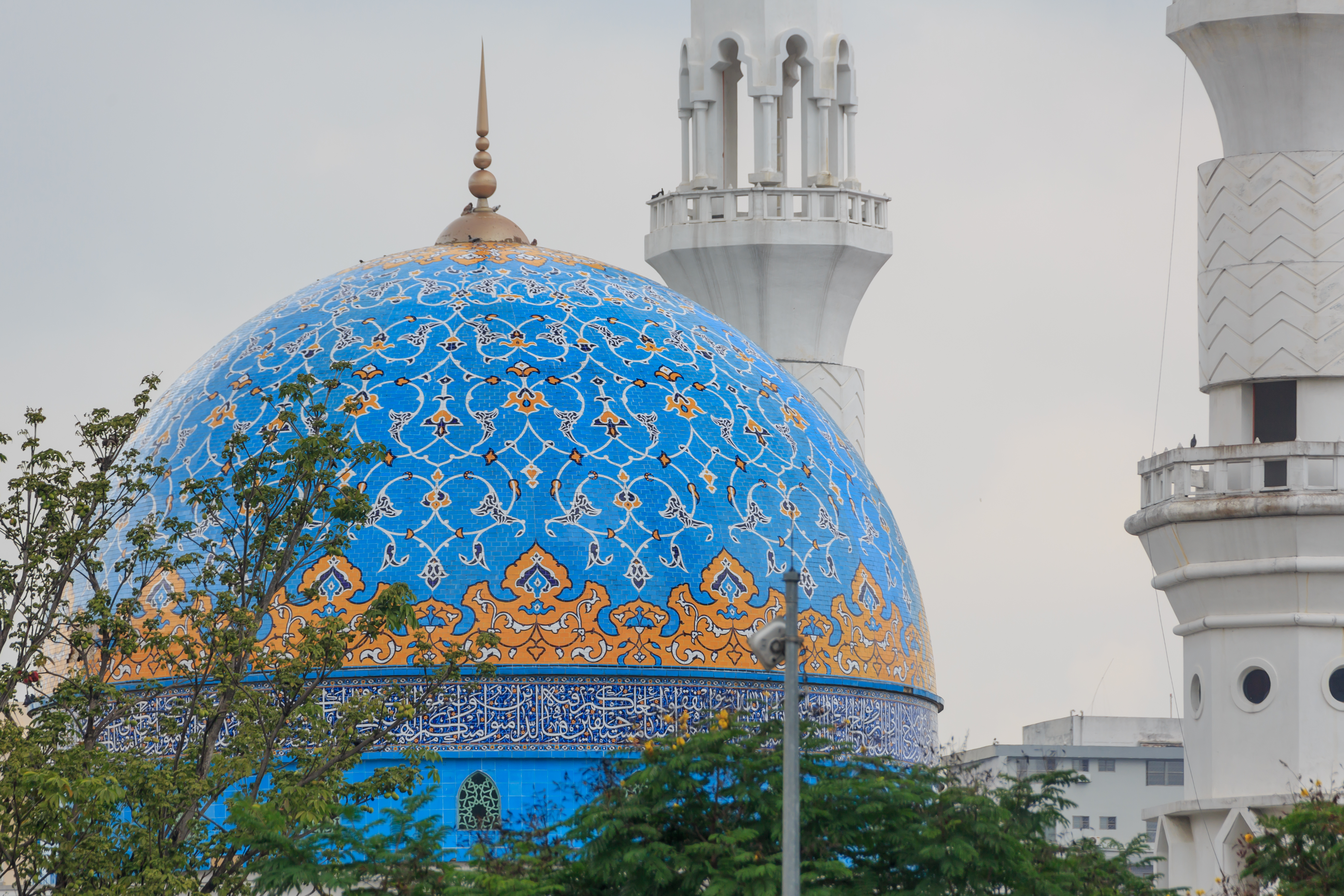
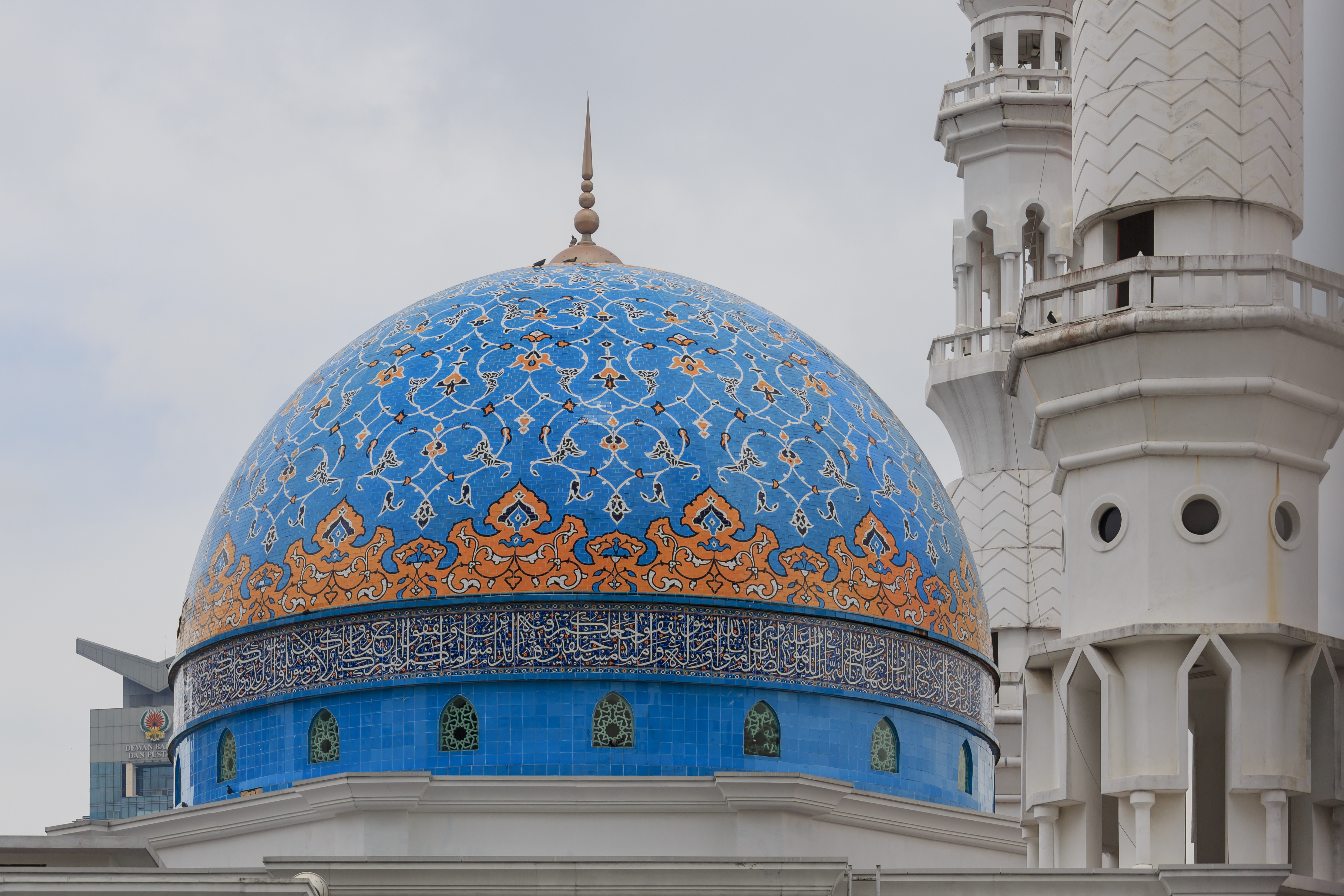